# Kamienna Góra (plaats)
Kamienna Góra (Duits: Landeshut) is een stad in het Poolse woiwodschap Neder-Silezië, gelegen in de powiat Kamiennogórski. De oppervlakte bedraagt 18,03 km², het inwonertal 21.675 (2005).

## Verkeer en vervoer
- Station Kamienna Góra

## Partnersteden
- Trutnov (Tsjechië)
- Ikast (Denemarken)
- Vierzon (Frankrijk)
- Wolfenbüttel (Duitsland)
- Bitterfeld (Duitsland)
- Barcelos (Portugal)

## Geboren
- Carl Gotthard Langhans  (1732–1808), Duits architect, ontwerper van de Brandenburger Tor
- Walter Arndt (1891-1944) Duits Zoöloog
- Gosia Dobrowolska (1958) Pools-Australisch actrice
- Radosław Romanik (1967), Pools wielrenner
- Viktor Hamburger (1900-2001) Duits-Amerikaans bioloog en embryoloog

## Fotogalerij

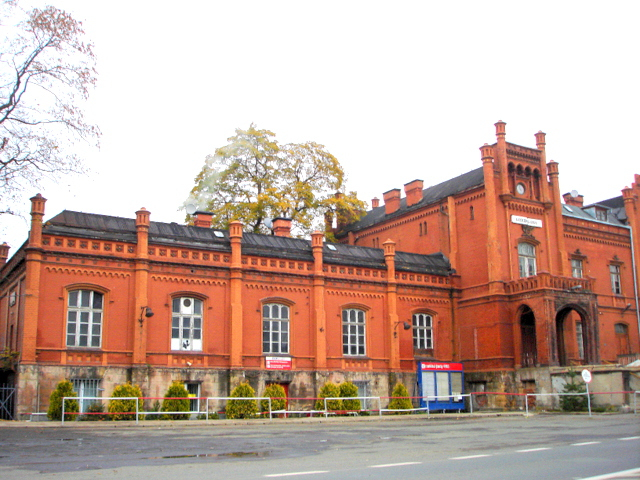
Station van Kamienna Góra
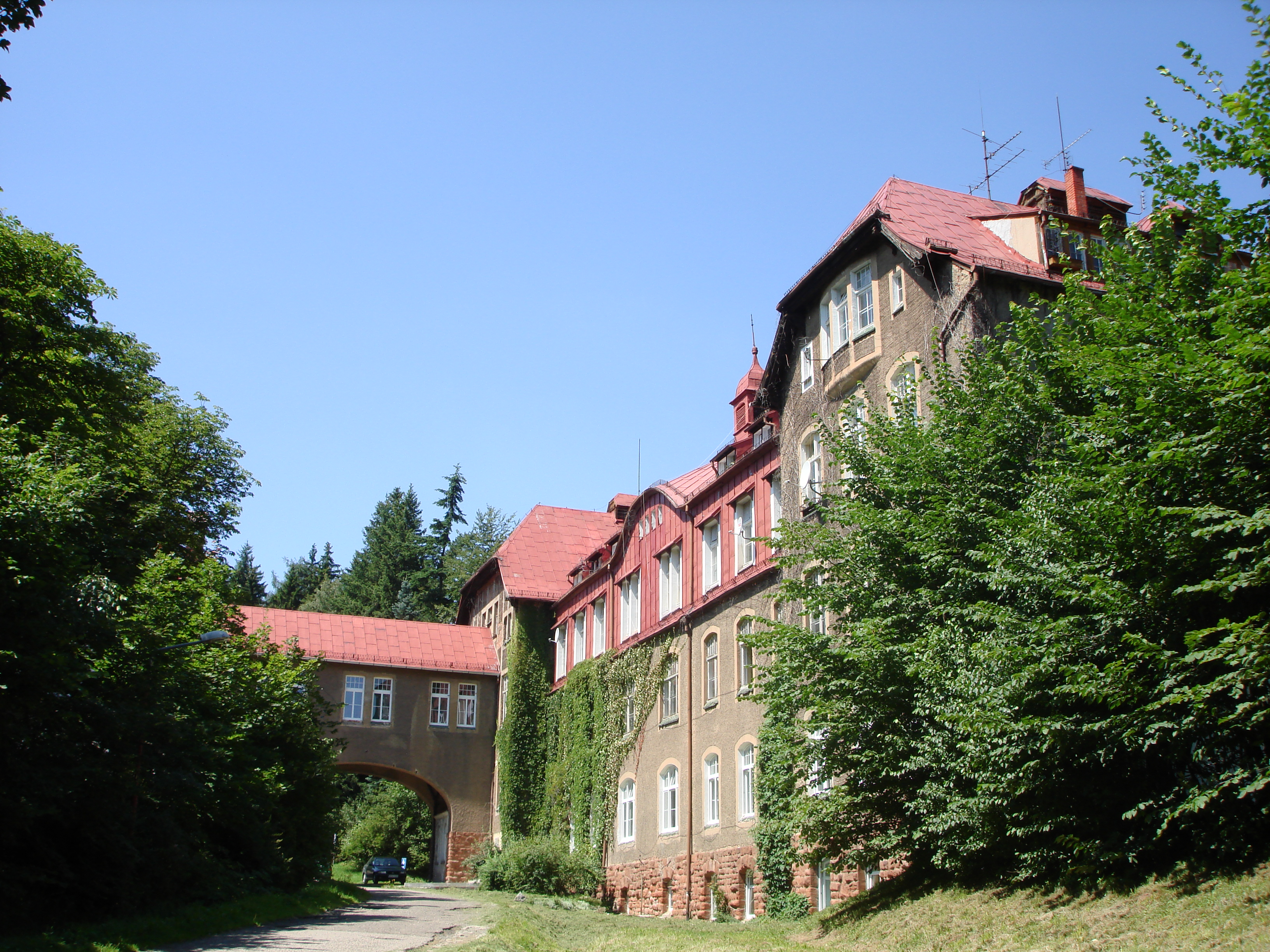
Ziekenhuis
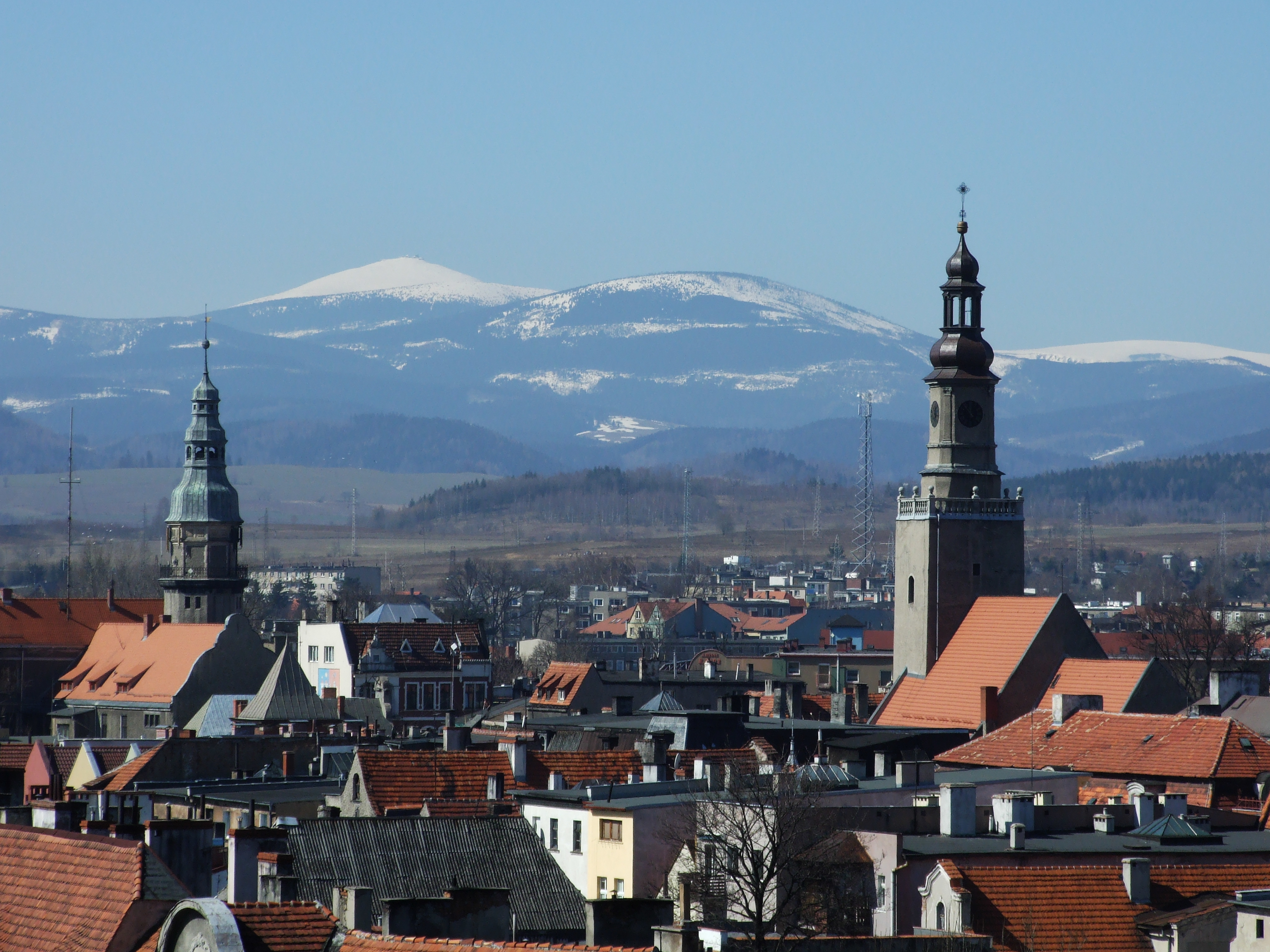
Kamienna Góra gezien vanuit de bergen.
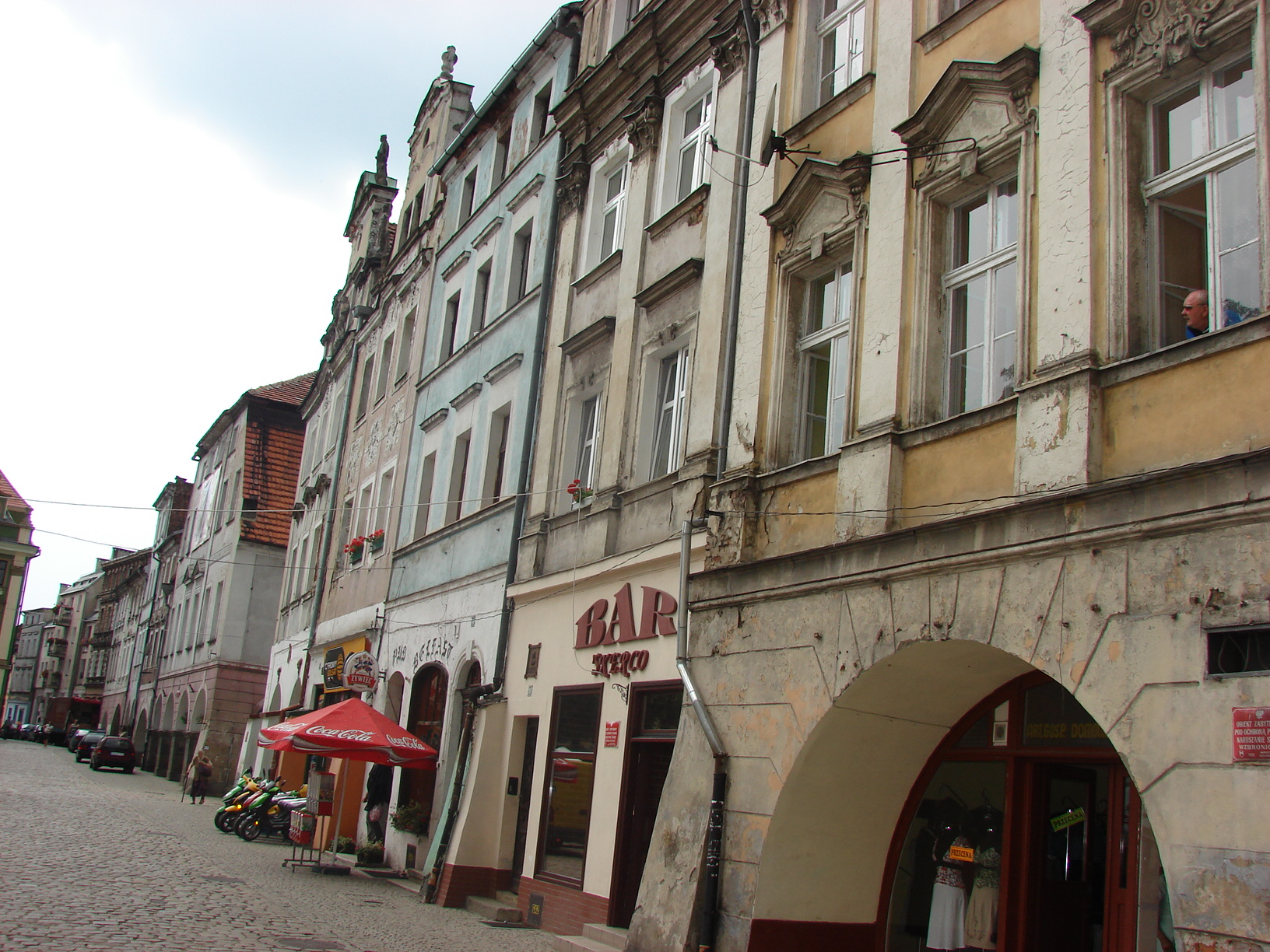
Deel van het oude marktplein.
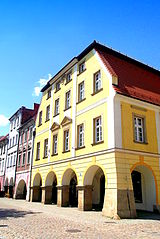
Weverijmuseum
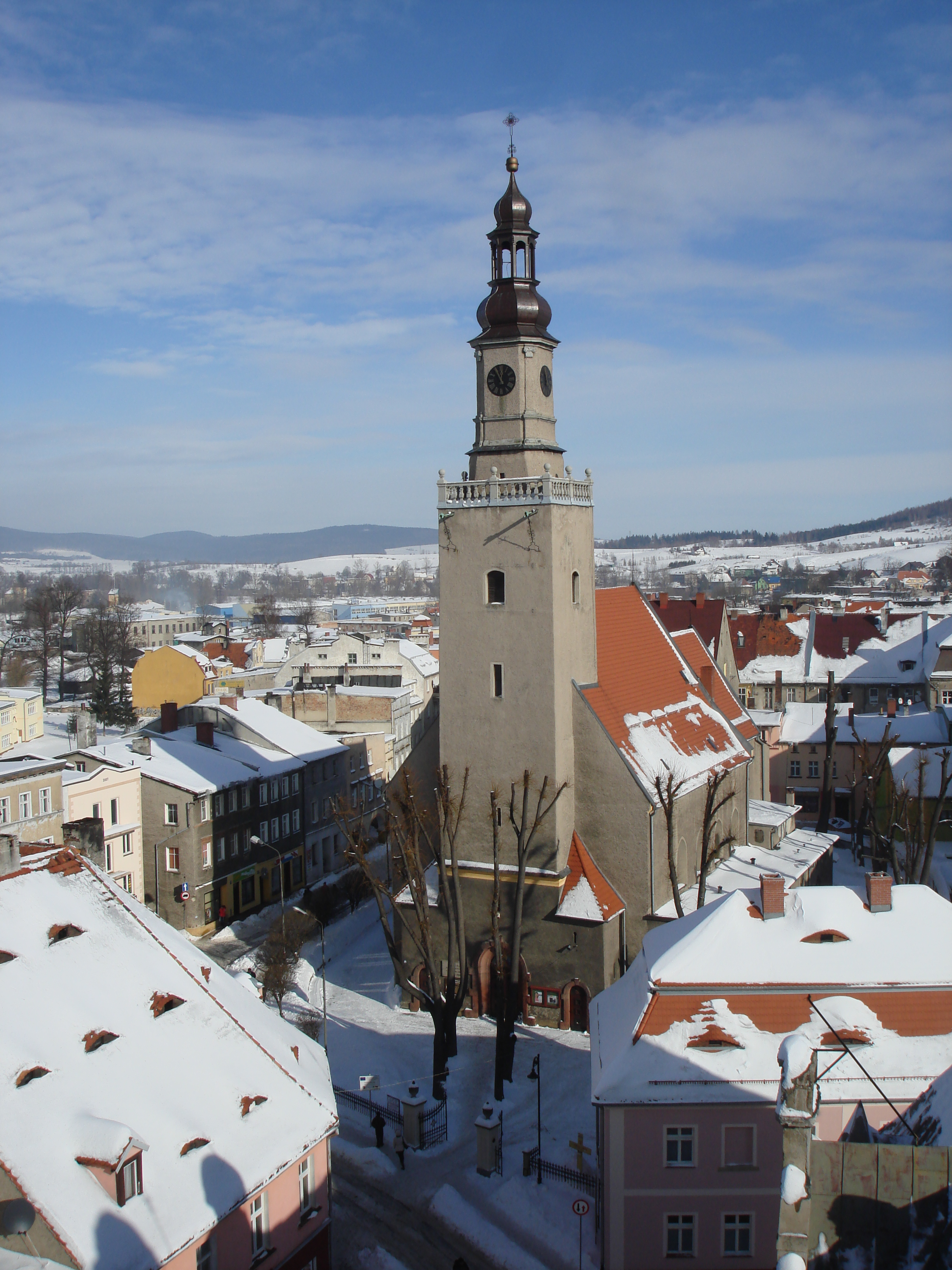
Kerk St.Piotra en Pawła
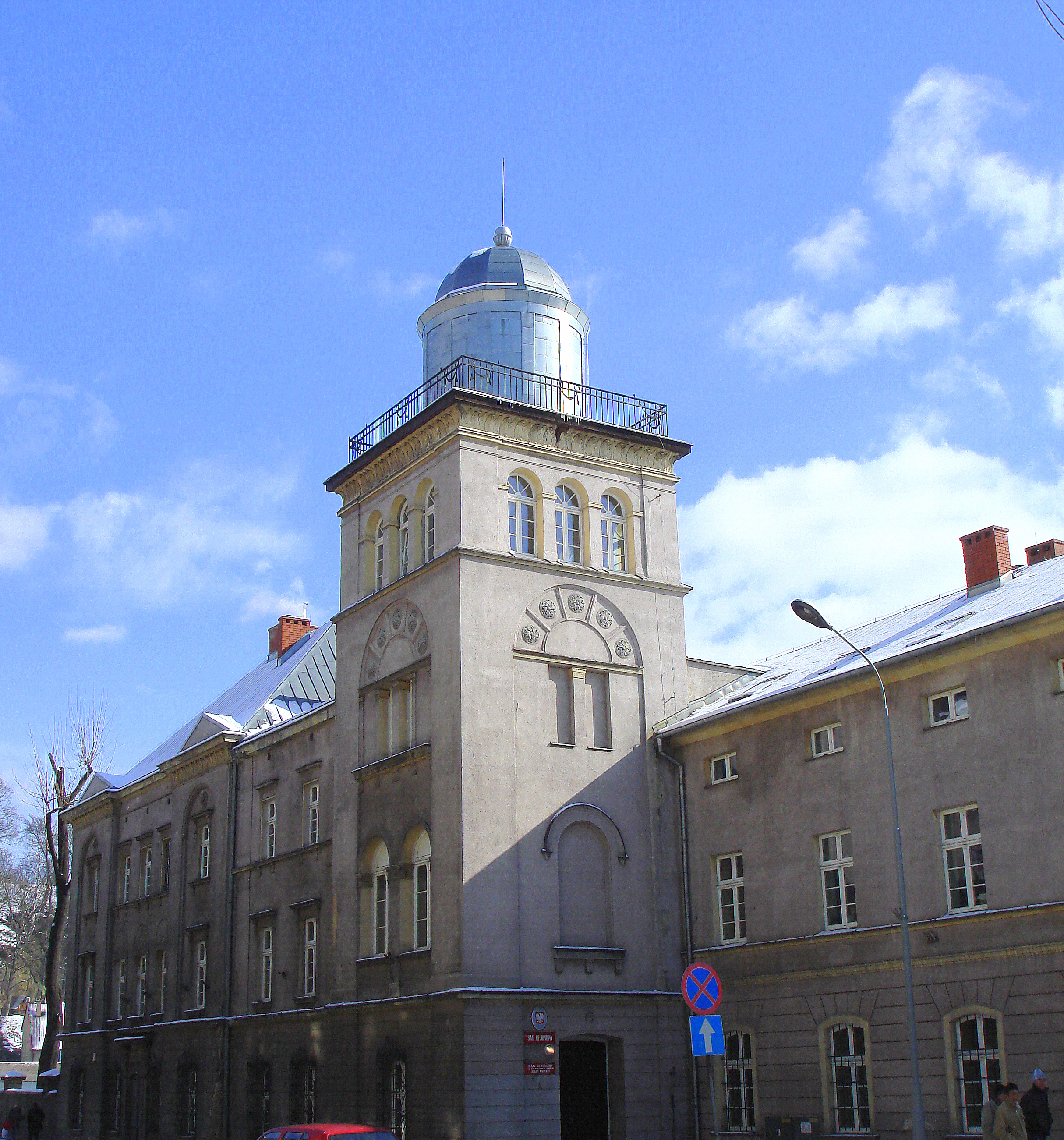
Gerechtsgebouw
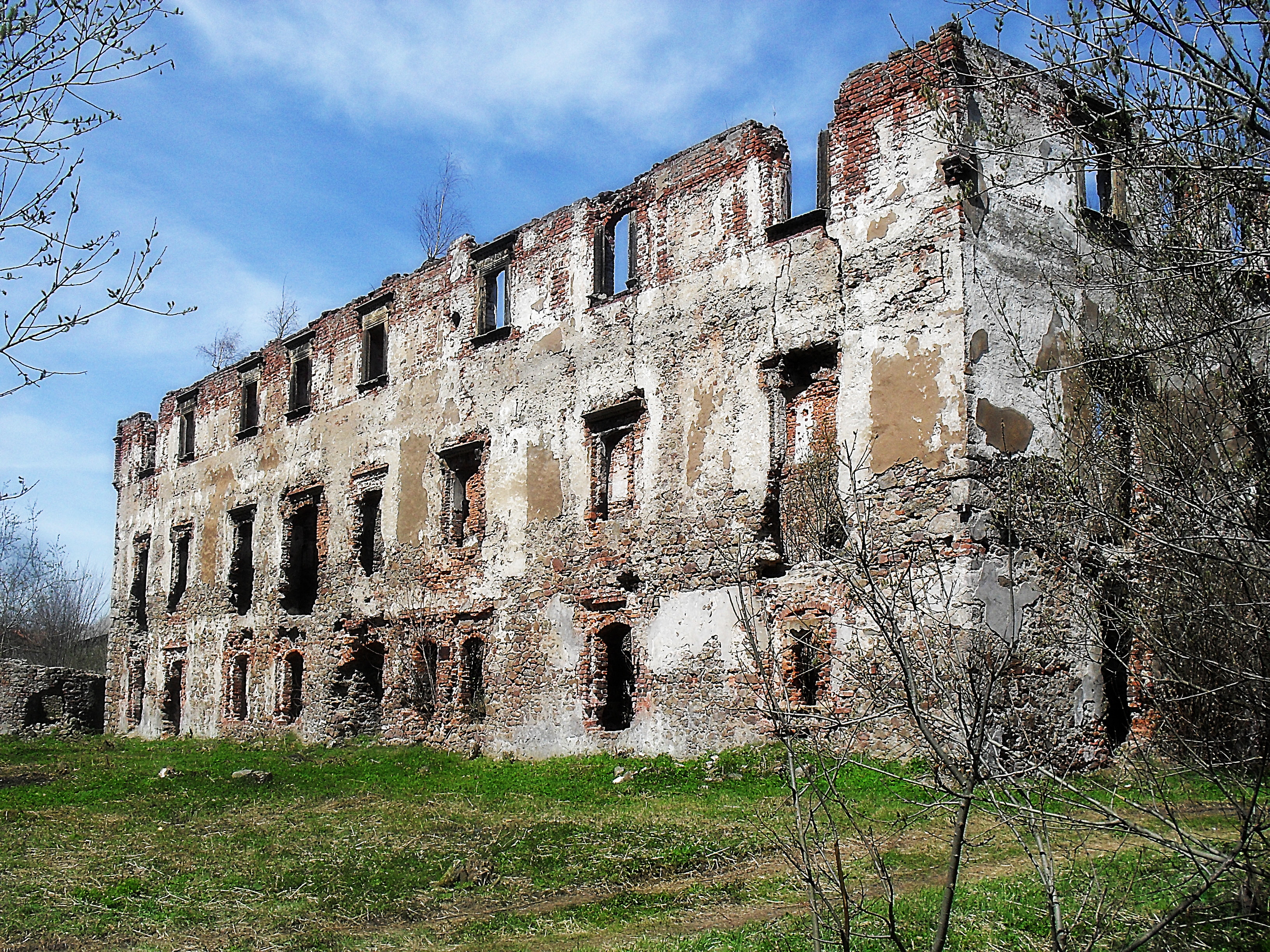
Ruïne
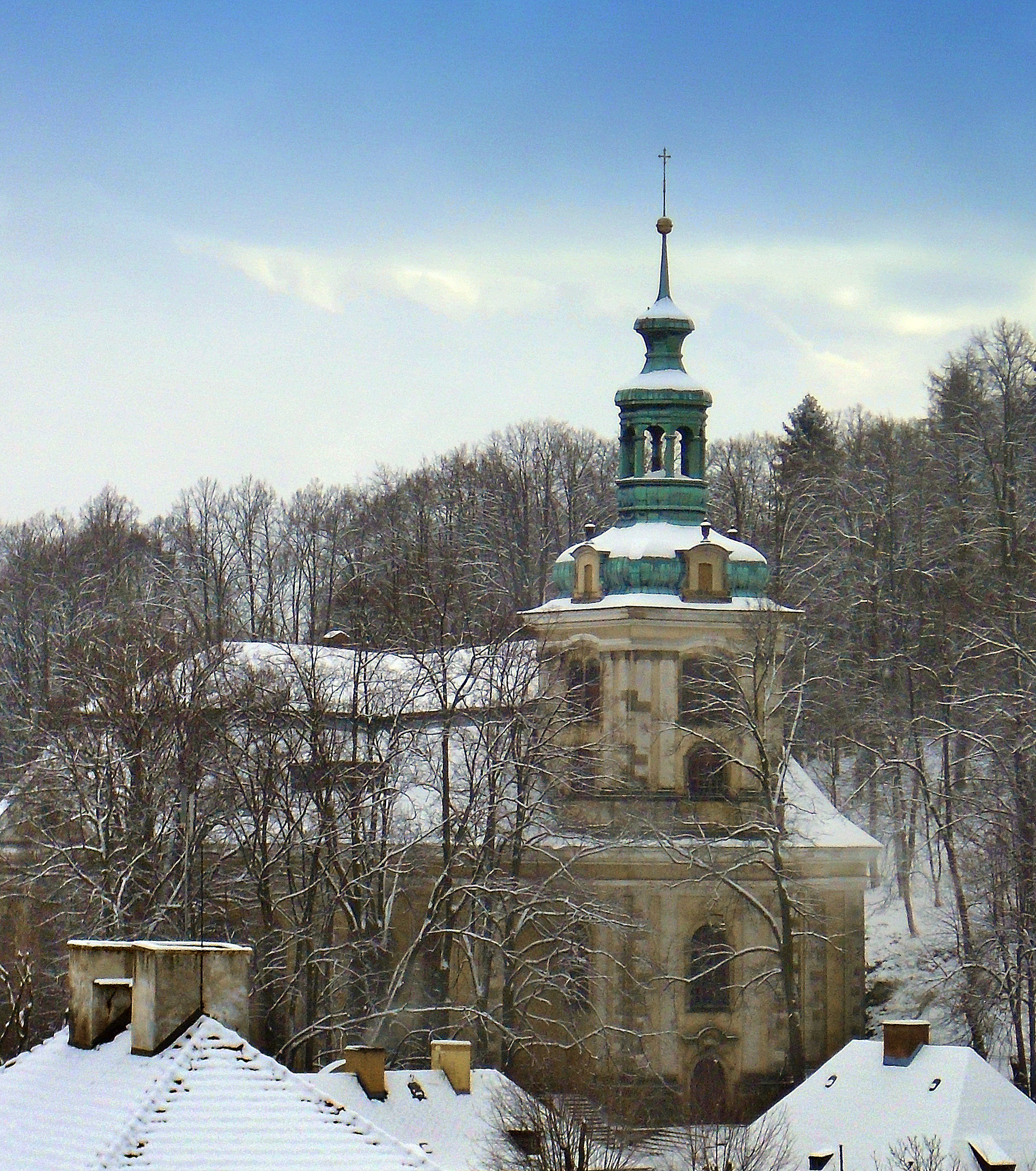
kerk van St. "Matki Bożej Rażańcowej"
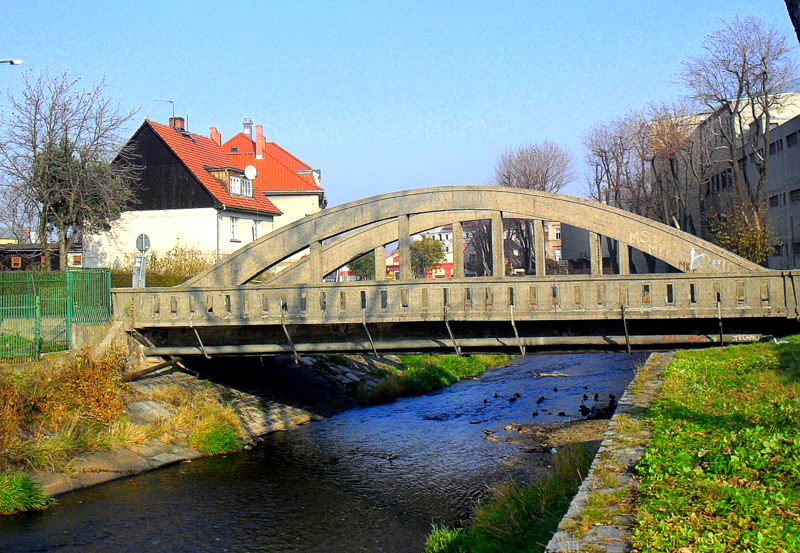
Brug over de rivier Bóbr